# АЕЦ „Аккую“
Атомната електроцентрала „Аккую“ (на турски: Akkuyu Nükleer Güç Santrali) е атомна електроцентрала в процес на разработване в Аккую, провинция Мерсин, Турция. Това ще бъде първият източник на ядрена енергия в Турция и се очаква да покрие около 10% от търсенето на електроенергия в страната, когато бъде завършена.

## История
През май 2010 г. Русия и Турция подписаха споразумение, че дъщерното дружество на Росатом – Akkuyu NGS Elektrik Uretim Corp - ще построи, притежава и управлява електроцентрала в Аккую, включваща четири 1200 MW ВВЕР блокове. Споразумението беше ратифицирано от турския парламент през юли 2010 г. Инженерно-проучвателните работи на обекта започват през 2011 г.
През 2013 г. руската компания за ядрено строителство Атомстройекспорт (ASE) и турската строителна компания Оздоу подписаха договора за подготовка на площадката за предложената атомна електроцентрала Аккую. Договорът включва изкопни работи на обекта.
Официалната церемония по откриването се състои през април 2015 г. Основното строителство започва през март 2018 г. и се очаква първият блок да влезе в експлоатация през 2023 г. Очаква се останалите три блока да бъдат завършени до 2025 г. На 9 декември 2015 г. новинарската агенция Ройтерс съобщи, че Росатом е спрял строителните работи в електроцентралата и че Турция оценява други потенциални кандидати за проекта, но Росатом и турското министерство на енергетиката и природните ресурси незабавно опровергаха изявлението. Въпреки нарасналото напрежение между Русия и Турция, поради турското сваляне на руски боен самолет на 24 ноември (2015 г.), руският президент Владимир Путин заяви, че решението да продължи е чисто търговско. Източник посочва на РИА Новости, че компанията, създадена за изграждане на атомната централа, е продължила дейността си в Турция.

## Данни за реактора
| Мерна единица | Тип / Модел | Капацитет | Начало на строителството | Старт на операцията | Бележки |
| ------------- | ----------- | --------- | ------------------------ | ------------------- | ------- |
| Аккую 1       | ВВЕР V-509  | 1114 MW   | 3 април 2018 г           | 2023 г. (планирано) | [ 3 ]   |
| Аккую 2       | ВВЕР V-509  | 1114 MW   | 26 юни 2020 г.           | 2024 г. (планирано) | [ 5 ]   |
| Аккую 3       | ВВЕР V-513  | 1114 MW   | 11 март 2021 г.          |                     |         |
| Аккую 4       | ВВЕР V-513  | 1114 MW   |                          |                     |         |